# Једнакост
Једнакост је лист које је покренут у Новом Саду 1872. године као одговор на забрану Раденика у кнежевини Србији.
У време емигрантског боравка Светозара Марковића у Новом Саду у Београду је забрањен социјалистички лист Радник. У покушају да се Радник замени неким новим социјалистичким гласилом у Новом Саду на иницијативу Ђоке Мијатовића одржан је састанак војвођанских социјалиста, као и емиграната социјалистичких стремљења међу којима су били: Светозар Марковић, Срета Анђелковић, Васа Пелагић и Манојло Хрваћанин. Идеја је била да ново гласило српских социјалиста "Једнакост" излази три пута недељно и да по свом формату буде као и забрањени Радник.
За уредника Једнакости изабран је Ђока Мијатовић. Први број изашао је 1. јуна 1872. године.
Градоначелник Новог Сада проследио је министру унутрашњих послова Угарске информацију о покретању листа Једнакост:
"...Ђорђе Мијатовић, свршени правник, који се прошле године вратио кући са свога пута по Америци и који је син овдашњег богатог земљопоседника, пријавио је 15. о.м. својим поднеском Градском начелништву, да под именом "Једнакост" намерава уређивати и издавати један политички дневни лист, и то на основу "Програма" који је овде прикључен. Судећи по с чланадржини "Програма", уредник се приказује као кандидат за државну лудницу, те тако овај лист, по својим социјалдемократским начелима неће имати никакве будућности. Дозволу замољену за издавање дотичног дневног листа даћу, у смислу законског члана XVIII од 1848, III заглавља, 30 члана, тек онда када се буде депоновала кауција од 5000 форинти у готовом новцу, прописана у члану 2 наведеног законског члана, о чему високом Министартству нећу пропустити да покорно не поднесем извештај, по званичној дужности. Градоначелник Мачвански".
Лист је у првом броју објавио програм гласила под насловом "Једнака права, једнаке дужности и једнаке слободе за све".
"Не леђима огромне већине радног света лежи један огроман терет, а теј терет се зове "државни поредак". Народу се обично говори: "државни поредак створен је зато да вас чува и брани - да ваша права нико не дирне, радите ви само, издржавајте и одржавајте државни поредак, а за остало се не брините". И народ плаћа милијоне крваво зарађене у зноју свог лица, даје стотине иљаде својих синова - жртвује своје тело и своју крв да се одржи тај тајанствени, њему не познати "државни поредак". Баца све то као у мутну воду, и не види никаква плода. Са разних страна позивају на његов патријотизам и његову свест, а позивљу га на борбу, хвале га што је јуначки одбранио своја права, а народ гледа зачуђено око себе, пита: где су та права и где су благодети тих права, за која се он бори од толико година? Његов кућни праг прелази само свакидања брига за свакидањи леб - посећују га још финансијска егзекуција и регрутска комисија; али светлост слободе и среће што је ужива развијен, осигуран човек, не посећује никако његов дом".
Лист Једнакост пренео је на својим страницама и 14 тачака у којима су садржани захтеви социјалистичког покрета:
1. Укидање стојаће војске и увађање општег народног оружња, с правом да народни војници своје старешине себи бирају.
2. Опште право гласања и повратак муниципалних установа, с додатком да се сваки нови закон пред цео народ има донети и тек с одобрењем народним да као закон у живот може ступити
3. Умањење плате свију великих чиновника на 3000 форинти
4. Умањење броја чиновника на неопходан број
5. Право да сваки грађанин општине и жупаније законске предлоге може подносити
6. Увађање прогресивне системе пореза тј. што је већа сума прихода, да већи проценат плаћа
7. Ослобођење од свеке порезе, који имају доход испод 400 форината или чија заслуга ту суму не надмашује
8. Да се ником због дуга непокретна добра не могу продати, које поседнику приход до 400 форината осигуравају
9. Општа, бесплатна, обавезна настава
10. Награда родитељима, који би од деце за то време помоћи могли имати
11. Ограничење часова радника на 8 сахати како у фабрикама, тако и по пољима и другим местима
12. Известан део државног прихода опредељује се годишње на подизање народних фабрика, земљоделских задруга
13. Други део одређује се на издржавање свих богаља и немоћника који нису у стању да се издржавају
14. Потпуно право говора, писања, састајања, удруживања, итд.

Иако се у овом програму износе идеје социјалистичког покрета, пада у очи да се нигде, ни на једном једином месту, не спомиње ни социјализам, ни социјалистички покрет, ни социјалистички програм, ни социјалистички орган, па чак ни само реч: социјалистички. Ова тактика се даје објаснити тиме што се очевидно хтела дати целом покрету строго легална форма. Да је реч о некој врсти наставка забрањеног Радника говори и чињеница да је редакција у првом броју Једнакости јасно нагласила да ће на новом листу радити целокупна редакција Радника, листа "који је је са истим правцем излазио у Србији".
Покретачи листа Једнакост на челу са Ђоком Мијатовићем и Светозаром Марковићем покушали су да за потребе штапање листа набаве штампарију, али су апели за сакупљање новца остали неуслишени.
Редакција је у листу Застава 21.6.1872. објавила да "због неких изненадних приватних околности лист Једнакост неће моћи излазити до 1. септембра о.г.". Међутим и након тога лист Једнакост није наставио са излажењем.
Сам Ђока Мијатовић навео је у једном писму да "и ја сам одустао од листа - јер просто није му време да онда излази, а друго баш не би имали ни времена пискарати".